# Himalayamyskdjur
Himalayamyskdjur (Moschus chrysogaster) är en däggdjursart som först beskrevs av Hodgson 1839.  Moschus chrysogaster ingår i släktet myskhjortar, och familjen Moschidae. IUCN kategoriserar arten globalt som starkt hotad.
Inga underarter finns listade i Catalogue of Life. Wilson & Reeder (2005) skiljer mellan två underarter.
Arten liknar andra myskhjortar i utseende. Den är ungefär 100 cm lång, har en mankhöjd på cirka 60 cm och en vikt mellan 10 och 15 kg. Påfallande är de stora öronen som påminner om harens öron. Istället för horn finns långa hörntänder som är synliga utanför den stängda munnen. Pälsen är brun på ovansidan, gråaktig vid huvudet och halsen samt ljusgrå vid underarmarna och underben.
Detta hovdjur förekommer i bergstrakter och högplatå i centrala Asien. Utbredningsområdet sträcker sig över delar av Kina (bland annat Tibet) och dessutom finns arten i Bhutan, nordöstra Nepal och norra Indien (Sikkim). Himalayamyskdjur vistas mellan 2000 och 5000 meter över havet. Habitatet utgörs av bergsängar, buskskogar och i viss mån skogar.
Himalayamyskdjur äter olika växtdelar som gräs, örter, lav, kvistar och unga växtskott. Individerna lever vanligen ensam och kan vara aktiva vid olika dagstider. De jagas av medelstora rovdjur som varg, lodjur, mård och räv.
Hanar och honor parar sig oftast i november eller december och efter 150 till 195 dagar dräktighet föds vanligen en unge. Ungdjuret diar sin mor tre till fyra månader. När modern letar efter föda lämnas ungen i ett gömställe. 16 till 24 månader efter födelsen blir ungen könsmogen.
Himalayamyskdjuret gör inga större vandringar. Förutom ett varningsrop har arten inga höga läten.